# Gäddtjärnen (Gräsmarks socken, Värmland, söder om Långetjärn)
Gäddtjärnen är en sjö i Sunne kommun i Värmland och ingår i Göta älvs huvudavrinningsområde. Sjön har en area på 0,0589 kvadratkilometer och ligger 277,5 meter över havet.

## Delavrinningsområde
Gäddtjärnen ingår i det delavrinningsområde (666128-133179) som SMHI kallar för Utloppet av Stora Gransjön. Medelhöjden är 293 meter över havet och ytan är 42,11 kvadratkilometer. Det finns ett avrinningsområde uppströms, och räknas det in blir den ackumulerade arean 81,02 kvadratkilometer. Granån som avvattnar avrinningsområdet har biflödesordning 5, vilket innebär att vattnet flödar genom totalt 5 vattendrag innan det når havet efter 354 kilometer. Avrinningsområdet består mestadels av skog (85 procent). Avrinningsområdet har 2,56 kvadratkilometer vattenytor vilket ger det en sjöprocent på 6,1 procent.